# Joseph Zhu Baoyu
Joseph Zhu Baoyu (chiń. 朱寶玉; ur. 2 lipca 1921 w Pushan, zm. 7 maja 2020 w Nanyang
) – chiński duchowny rzymskokatolicki, w latach 2002–2010 i 2011-2020 biskup Nanyang.

## Życiorys
Święcenia kapłańskie przyjął w 1957. Sakrę otrzymał 19 marca 1995 jako biskup koadiutor Nanyang. 21 listopada 2002 objął urząd ordynariusza, pozostawał nim do roku 2010. 30 czerwca 2011 został ponownie mianowany biskupem Nanyang, tym razem przez Patriotyczne Stowarzyszenie Katolików Chińskich. Z punktu widzenia Stolicy Apostolskiej jest emerytem. W 2020 roku uległ infekcji koronawirusem, jak dotąd jest najstarszą osobą wyleczoną z tej choroby.